# Синусоида

Графики тригонометрических функций y(x) = sin(x) и y(x) = cos(x) на декартовой плоскости являются синусоидами.

Синусо́ида — плоская кривая, задаваемая в прямоугольных координатах уравнением
{\displaystyle y=a+b\sin(cx+d).}
График уравнения [косинусоиды] вида
{\displaystyle y=a+b\cos(cx+d),}
также зачастую называется синусоидой. Данный график получается из синусоидального сдвигом на {\displaystyle \pi /2} в отрицательном направлении оси абсцисс. Термин «косинусоида» практически отсутствует в официальной литературе, поскольку является излишним.
В приведённых формулах a, b, c, d — постоянные;
- a характеризует сдвиг графика по оси Oy. Чем больше a, тем выше поднимается график;
- b характеризует растяжение графика по оси Oy. Чем больше увеличивается b, тем сильнее возрастает амплитуда колебаний;
- с характеризует растяжение графика по оси Ox. При увеличении c частота колебаний  повышается ;
- d характеризует сдвиг графика по оси Ox. При увеличении d график двигается в отрицательном направлении оси абсцисс.

Синусоидальное изменение какой-либо величины называется гармоническим колебанием. Примерами могут являться любые колебательные процессы начиная от качания маятника и кончая звуковыми волнами (гармонические колебания воздуха) — колебания напряжения в электрической сети переменного тока, изменение тока и напряжения в колебательном контуре и др. Также синусоида — проекция на плоскость винтовой линии, например, скрученного провода; рулон бумаги разрезанный наискось (косо усечённый цилиндр) и развернутый — край бумаги оказывается разрезанным по синусоиде.
Математики с незапамятных времён изучали тригонометрические функции, но синусоида впервые появилась лишь в XVII веке, причём не как график синуса, а как «спутница циклоиды». Отчасти это можно объяснить тем, что долго не рассматривали функций не алгебраического происхождения.
Синусоида была впервые рассмотрена Робервалем. При вычислении площади под графиком циклоиды он рассмотрел вспомогательную кривую, образуемую проекциями точки окружности, катящейся по прямой, на вертикальный диаметр этой окружности. Роберваль назвал эту кривую «спутницей циклоиды»; позднее Оноре Фабри стал называть её «линией синусов».
Синусоида может пересекать прямую в бесконечном числе точек (например, график функции {\displaystyle y=\sin x} пересекает прямую {\displaystyle y=0} в точках с координатами {\displaystyle (\pi k,0);k\in \mathbb {Z} }). Из теоремы Безу следует, что любая кривая с таким свойством является трансцендентной.